# James Day
James E. Day (Thornhill (Ontario), 2 juli 1946) is een voormalig Canadees ruiter, die gespecialiseerd was in springen en eventing. Day won tijdens zijn olympische debuut in 1968 de gouden medaille in de landenwedstrijd springen. Day nam daarna nog tweemaal deel aan de spelen zonder een medaille te winnen.

## Resultaten
- Olympische Zomerspelen 1968 in Mexico-Stad 13e individueel springen met Canadian Club
- Olympische Zomerspelen 1968 in Mexico-Stad  landenwedstrijd springen met Canadian Club
- Olympische Zomerspelen 1972 in München 4e individueel springen met Steelmaster
- Olympische Zomerspelen 1972 in München 6e landenwedstrijd springen met Steelmaster
- Olympische Zomerspelen 1976 in Montreal 15e individueel springen met Sympatico
- Olympische Zomerspelen 1976 in Montreal 5e landenwedstrijd springen met Sympatico
- Olympische Zomerspelen 1976 in Montreal uitgevallen individueel eventing met Viceroy
- Olympische Zomerspelen 1976 in Montreal 6e landenwedstrijd eventing met Viceroy

1912: Lewenhaupt, Kilman, von Rosen ·
1920: König, von Rosen, Norling ·
1924: Thelning, Ståhle, Lundström ·
1928: Navarro, Álvarez, García ·
1936: Hasse, von Barnekow, Brandt ·
1948: Mariles, Uriza, Valdés ·
1952: White, Stewart, Llewellyn ·
1956: Winkler, Thiedemann, Lütke-Westhues ·
1960: Winkler, Thiedemann, Schockemöhle ·
1964: Schridde, Jarasinski, Winkler ·
1968: Day, Gayford, Elder ·
1972: Ligges, Wiltfang, Steenken, Winkler ·
1976: Parot, Rozier, Roguet, Roche ·
1980: Tsjoekanov, Poganovsky, Asmaje, Korolkov ·
1984: Fargis, Homfeld, Burr Howard, Smith ·
1988: Beerbaum, Brinkmann, Hafemeister, Sloothaak ·
1992: Raijmakers, Romp, Tops, Lansink ·
1996: Sloothaak, Nieberg, Kirchhoff, Beerbaum ·
2000: Beerbaum, Nieberg, Ehning, Becker ·
2004: Wylde, Ward, Madden, Kappler ·
2008: Ward, Kraut, Simpson, Madden ·
2012: Skelton, Maher, Brash, Charles ·
2016: Rozier, Staut, Bost, Leprévost ·
2020: von Eckermann, Baryard-Johnsson, Fredricson ·
2024: Maher, Charles, Brash